# Cabozantinib
Cabozantinib, venduto anche come Cometriq e Cabometyx, è un farmaco usato per trattare il cancro midollare della tiroide, il carcinoma a cellule renali e il carcinoma epatocellulare. È una piccola molecola inibitrice delle tirosin chinasi c-Met, VEGFR2, AXL e RET. È stato scoperto e sviluppato da Exelixis Inc.
Nel novembre 2012, cabozantinib (Cometriq) nella sua formulazione in capsule è stato approvato dalla Food and Drug Administration (FDA) statunitense con il nome Cometriq per il trattamento di pazienti con carcinoma midollare della tiroide. In forma di capsula è stato approvata nell'Unione europea per lo stesso scopo nel 2014.